# نمسيات (فصيلة ثدييات)
النِمْسِيَّات (الاسم العلمي: Herpestidae) هي فصيلة من الثدييات، تتواجد في أفريقيا بشكل رئيسي وهي اللواحم الصغيرة تتفاوت أطوالها من  23 سم إلى 75 سم وتتراوح كتلها من أقل من كيلوغرام وقد تصل إلى 6 او 7 كيلوغرامات. تسمى أعضاء هذه الفصيلة بالنُمُوس (جمع النِمْس).

## خصائص النمسيات
تتميز معظم النمسيات بأن لونها إما رماديٍ أو بني والقليل منها مخطط الجلد وكذلك القليل منها يملك أذيالا مشرطة ولديها مخالب لا تنكمش وخطوم مدببة ورؤوسها صغيرة وتتم عملية الإخراج عن طريق غدد شرجية تفرز المواد الإخراجية ذات الروائح الكريهة وتتمتع ذكور النمسيات بامتلاك عظمة القضيب التي تساعدها على التسافد.